# 代々木忠
代々木 忠（よよぎ ただし、1938年3月18日 - ）は、福岡県小倉市北方仲町（現・北九州市小倉南区）出身のAV監督、映画監督、映画プロデューサーである。アテナ映像社長・アクトレス代表。本名は渡邊 輝男（わたなべ てるお）、愛称はヨヨチュウ。ピンク映画時代初期には渡辺 忠（わたなべ ただし）名義で活動していた時期がある。
妻は、ピンク女優の真湖道代。

## 来歴
3歳の頃、実母を盲腸の誤診で亡くす。同じ頃、日本軍の技術者だった父も仕事のために家を離れ、その後の2年間、親戚の家を転々として育つ。
敗戦に伴って、父が再婚相手と共に家庭へ戻る。やがて実家は売春宿となり、代々木が寝ている部屋に客を入れられたこともあるという。
福岡県立小倉南高等学校定時制中退後、華道の世界に入り、生花店経営や芝居小屋の進行係などを転々とする。九州の暴力団にいた頃、自分の手下の若い衆がストリップ興行絡みで関東の暴力団員を相手に集団暴力事件を起こし、その責任を問われて左手の小指を詰めたこともある。それから約1年後、29歳の時に暴力団を辞めて放浪生活を送る中、神戸の田岡一雄に面倒を見てもらったこともあるという。
やがて、谷ナオミのデビューを機に映画の世界に惹かれ、1963年、ピンク映画のワールド映画に助監督として入社。1972年、プリマ企画の製作担当常務取締役として、渡辺忠名義でプロデュースした「女高生芸者」（梅沢薫監督）が猥褻容疑で摘発・起訴される。一審で無罪。検事控訴で東京高裁に持ち越されたが、1980年、被告人全員無罪が確定する。 
公判中、1972年8月、「ある少女の手記・快感」で監督デビュー。この時、代々木忠という名前を使ったのは、「女高生芸者」の裁判が続いていたため、同じ名前は使わない方がいいとの弁護士の助言による（当時、代々木4丁目に住んでいたことにちなむ）。スケバンシリーズでヒットを飛ばす。ピンク映画監督としてのキャリアを経て、1976年、にっかつの下請会社ワタナベプロダクションを設立。プロデューサーとして、山本晋也に痴漢シリーズや未亡人シリーズを撮らせ、成功する。
1981年10月、愛染恭子主演『淫欲のうずき』でAV監督デビュー。同年11月、鬼闘光たちと共にアダルトビデオメーカーのアテナ映像を設立。
1982年8月以降、｢ドキュメント ザ・オナニー｣シリーズで成功。以後、性感マッサージシリーズやいんらんパフォーマンスシリーズ、チャネリングFUCKシリーズ、『多重人格 そして性』など数多くの作品を世に送り出した。AV男優の加藤鷹などから、師と仰がれている。
半生を追ったドキュメンタリー『YOYOCHU SEXと代々木忠の世界』（石岡正人監督）が2010年11月1日イタリアで開催された第5回ローマ国際映画祭EXTRA部門に出品され、現地入りした代々木監督と石岡監督がレッドカーペットを歩いた。
過去に交際していた女性の影響でバグワン・シュリ・ラジニーシに傾倒し、事務所の社長室の壁にラジニーシの言葉を額に入れて懸けている他、毎朝自宅ベランダでの瞑想を日課とし、コラムでグルジェフの水素論に言及するなど、オカルティズムへの関心が深い。

## 監督・監修
- （秘）追跡レポート初夜の性態　1974
- ドキュメント ザ・オナニー
- 性感極秘テクニック
- 性感Xテクニック
- 素人発情地帯
- 目かくしFUCK
- いんらんパフォーマンス
- ザ・面接
- たかがSEXされどSEX
- 女が淫らになるテープ

## 著書
- エクスタシー 恒友出版 1985.7
- プラトニック・アニマル Sexの新しい快感基準 情報センター出版局 1992.9  のち幻冬舎アウトロー文庫
- オープン・ハート あなたの地獄を天国に変えるために 情報センター出版局 1993.8
- 代々木忠の愛の呪文 本橋信宏編 かとうゆめこ画　飛鳥新社 1994.11
- 色即是空 情報センター出版局 1995.7
- 恋の女王様 素直な快楽のために ベストセラーズ 1996.1
- マルチエイジ・レボリューション 多重人格者が開く迷走社会からの脱出口　情報センター出版局 1998.6
- 至高体験 そのメカニズムと変容 山口椿共著 徳間書店 1999.7

## ナレーション
- 「夢は牛のお医者さん」(日本テレビ「徳光和夫のテレビバカ宣言」内で放送されたドキュメンタリー（2011年5月21日放送）)